# Village ibérique de Ca n'Oliver
Le village ibérique de Ca n'Oliver est un site archéologique de l'Âge du fer situé dans le massif de la Collserola, à Cerdanyola del Vallès (comarque de Cerdanyola del Vallès), dans la province de Barcelone, en Catalogne, en Espagne,. Il a été habité par la tribu ibère des Laietans entre les VIe et Ier siècles av. J.-C., puis réoccupé au Moyen Âge.

## Situation
Le village de Ca n'Oliver se trouve sur une colline, comme la plupart des villages ibériques, d'où les familles dominantes pouvaient contrôler largement le territoire, composé de champs divisés en terrasses pour s'adapter au terrain, et de petits noyaux agricoles.

## Histoire

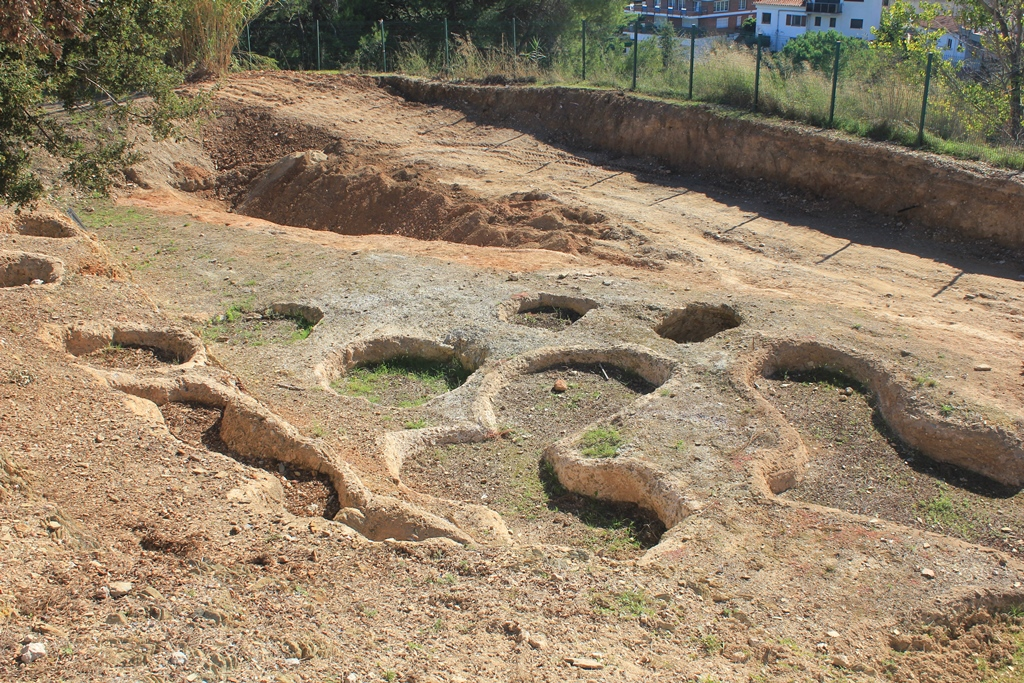
La zone des silos

Le village a été habité pendant tout l'Âge du fer. Au départ, il s’agissait d’une série de maisons simples aménagées dans une longère. Puis les constructions s'agrandirent et se diversifièrent. Le village atteignit son plein développement lorsqu'un grand accès, une fosse et une série de silos furent construits dans le but de stocker les excédents agricoles, lesquels purent aussi être échangés avec la production d'autres villages. 
Le village fut détruit à la fin du IIIe siècle av. J.-C. ou au début du IIe siècle av. J.-C. en lien avec la deuxième guerre punique (218 - 206 av. J.-C.), mais il fut reconstruit à la fin de la période ibérique. Ultérieurement, l'urbanisation introduite par les Romains conduisit les Ibères à abandonner définitivement le village.
Aux IXe et Xe siècles, le village fut à nouveau occupé, réemployant quelques bâtiments et silos des Ibères. On pense qu’il aurait pu faire partie du réseau défensif de la région. Dans un document de 998 du cartulaire du monastère Saint-Cucufa, il est appelé Castello.

## Fouilles archéologiques
L'existence du site est connue depuis 1919. Les fouilles ont commencé en 1954, mais ont été abandonnées dans les années 1960. Elles ont été reprises à partir de 1986 par le Collectif de recherches archéologiques de Cerdanyola, et plus tard par les employés du Service du Patrimoine de la municipalité.

## Musée de site
En novembre 1999, une première phase du musée de site a été inaugurée. Depuis, les trouvailles inventoriées et restaurées au cours de l'année précédente sont chaque année intégrées aux collections du musée.
Le 1er octobre 2010 a été inauguré le Musée ibérique de Ca n'Oliver (es), situé dans l'ancienne carrière de la ville, où sont exposés un grand nombre d'objets collectés lors des fouilles. Le site fait partie de la Route des Ibères. Les rues du village bien dégagées, les maisons et autres vestiges sont accessibles au public.

## Protection
Le site a été déclaré Bien d'intérêt culturel et Bien culturel d'intérêt national en 2017.

## Galerie

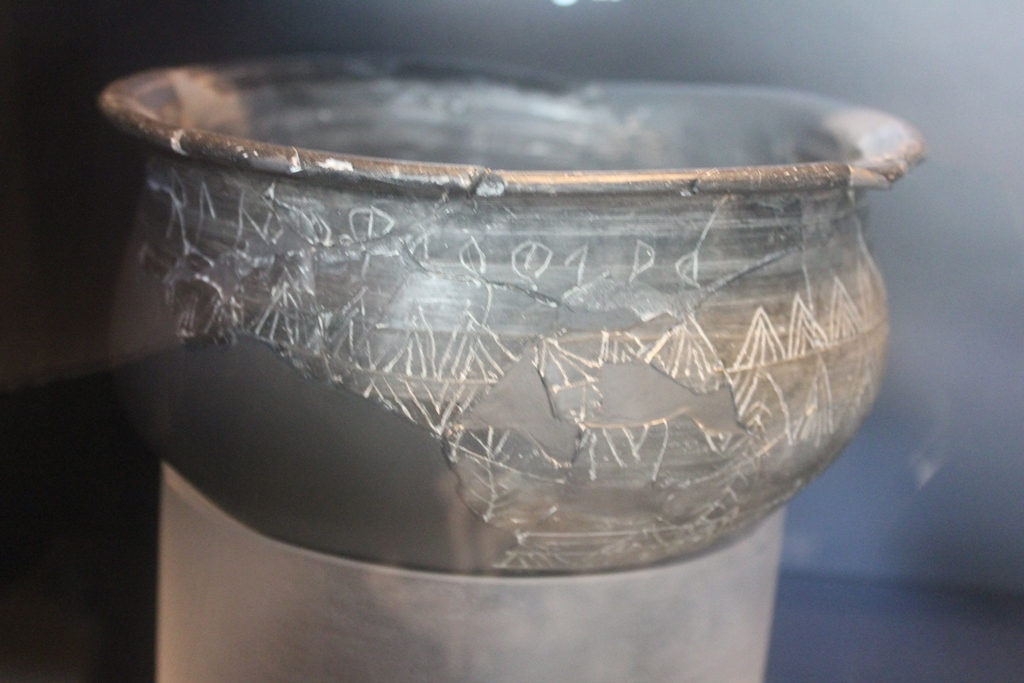
Pot avec inscriptions ibériques de Ca n'Oliver
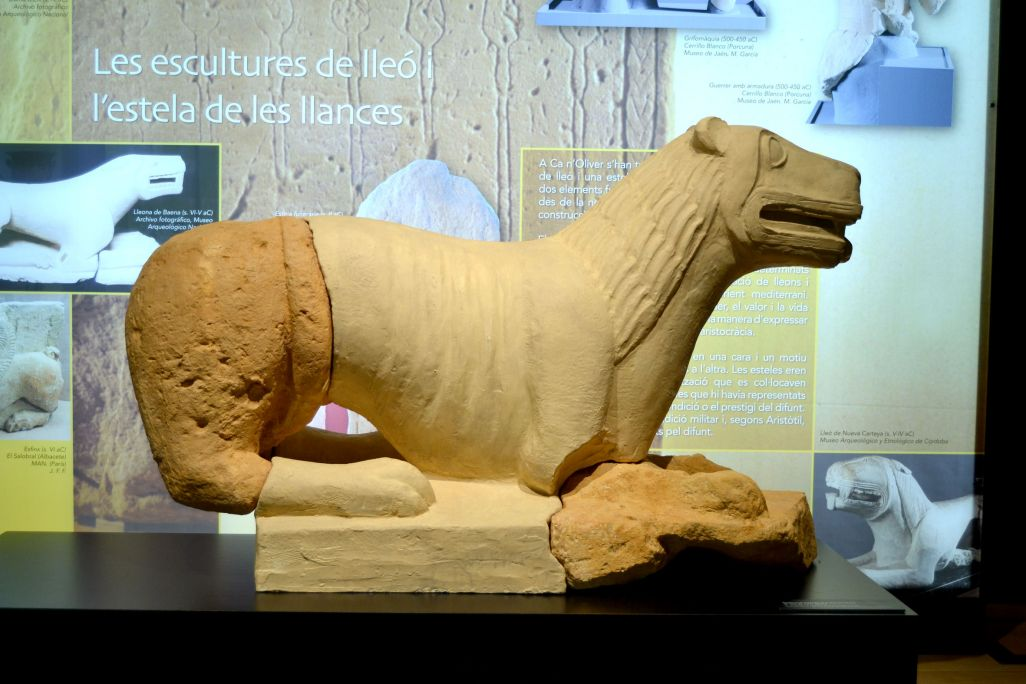
Lion de Ca n'Oliver
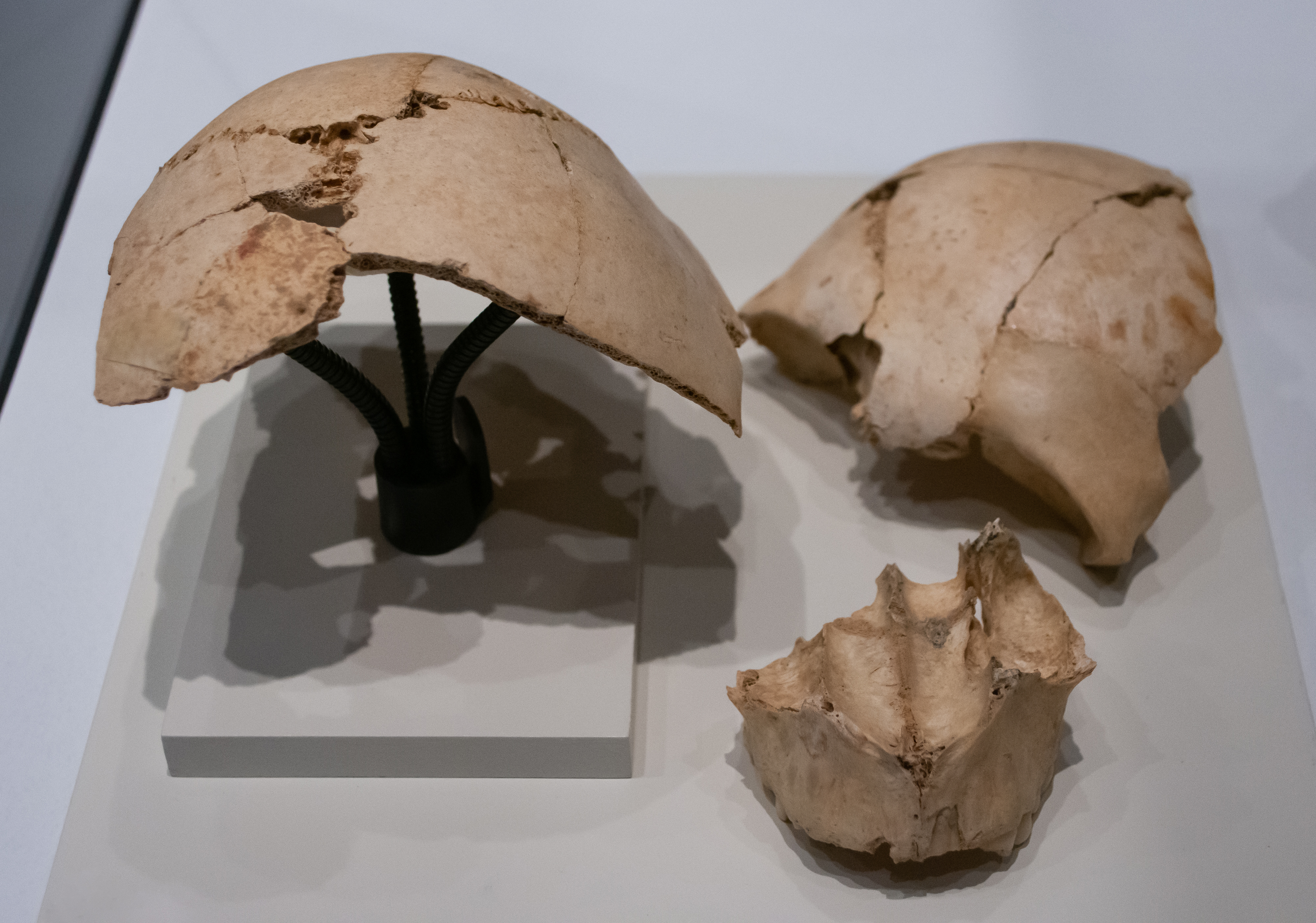
fragments de crâne